# 清銳
清銳（1856年—？），字秋圃，成都駐防蒙古鑲黃旗人。光緒九年（1883年）癸未科翻譯進士。

## 生平
- 光緒九年（1883年），中式繙譯進士。
- 光緒二十一年四月二十五日（1895年5月19日），詹事府少詹事；同年十一月十一日（1895年12月26日）調任內閣學士。
- 光緒二十四年正月三十日（1898年2月20日），調任理藩院左侍郎。
- 光緒二十五年九月十六日（1899年10月20日），調任盛京刑部侍郎；同年十月十六日（1899年11月18日）改盛京戶部侍郎。
- 光緒二十六年八月十九日（1900年9月12日），盛京戶部侍郎兼署盛京將軍。
- 光緒二十七年八月二十六日（1901年10月8日），盛京戶部侍郎，卸署盛京將軍。
- 光緒二十九年正月二十五日（1903年2月22日），理藩院右侍郎；同年九月十七日（1903年11月5日）都察院左都御史。
- 光緒三十年四月十五日（1904年5月29日），左都御史署湖北荊州將軍；同年十月初四日（1904年11月10日）授荊州將軍。
- 光緒三十二年正月二十五日（1906年2月18日），授兵部尚書（陸軍部，未到任）；同年九月二十二日（1906年11月8日）鑲黃旗蒙古都統；同年九月二十三日（1906年11月9日）正黃旗漢軍都統；同年十月初二日（1906年11月17日）授江蘇省江寧將軍。
- 宣統二年八月四日（1910年9月7日），病免。
- 宣統三年閏六月二十日（1911年8月14日），弼德院奕劻內閣顧問大臣。